# ريناتو ريبيرو كاليكستو
ريناتو ريبيرو كاليكستو (بالبرتغالية: Renato Ribeiro Calixto‏) (4 أكتوبر 1988 في البرازيل – )؛ هو لاعب كرة قدم كان يلعب كمهاجم.

## وصلات خارجية
- ريناتو ريبيرو كاليكستو على موقع رابطة كرة القدم اليابانية للمحترفين (اليابانية)
- ريناتو ريبيرو كاليكستو على موقع قاعدة بيانات كرة القدم.إي يو (الإنجليزية)
- ريناتو ريبيرو كاليكستو على موقع Soccerway.com (الإنجليزية)
- ريناتو ريبيرو كاليكستو على موقع عالم كرة القدم.نت (الإنجليزية)